# Xã Wagner, Quận Clayton, Iowa
Xã Wagner (tiếng Anh: Wagner Township) là một xã thuộc quận Clayton, tiểu bang Iowa, Hoa Kỳ. Năm 2010, dân số của xã này là 390 người.